# 2025年亚洲冬季运动会越野滑雪比赛
2025年亚洲冬季运动会越野滑雪比赛是2025年亚洲冬季运动会的一个比赛项目，于2025年2月8日至12日在中国哈尔滨市的亚布力滑雪场进行，此次比赛共设6个小项，包括3个男子小项和3个女子小项。
在男子个人古典式竞速中由于获得银牌的日本选手山下阳晖因犯规被取消资格，哈萨克斯坦运动员康斯坦丁·博尔佐夫（Konstantin Bortsov）递补获得银牌
，中国运动员赛木哈尔·赛力克递补获得铜牌；在女子个人古典式竞速获得铜牌的中国运动员陈玲双因犯规被取消资格，另一名中国运动员迪妮格尔·衣拉木江递补获得铜牌。

## 赛程
以下是越野滑雪项目的具体赛程安排：
| 日期    | 时间  | 项目                     |
| ------- | ----- | ------------------------ |
| 2月8日  | 11:00 | 女子个人古典式竞速资格赛 |
| 2月8日  | 11:20 | 男子个人古典式竞速资格赛 |
| 2月8日  | 13:00 | 女子个人古典式竞速       |
| 2月8日  | 13:35 | 男子个人古典式竞速       |
| 2月8日  | 14:10 | 女子个人古典式竞速半决赛 |
| 2月8日  | 14:24 | 男子个人古典式竞速半决赛 |
| 2月8日  | 14:40 | 女子个人古典式竞速决赛   |
| 2月8日  | 14:50 | 男子个人古典式竞速决赛   |
| 2月9日  | 11:00 | 女子5公里自由式          |
| 2月10日 | 11:00 | 男子10公里自由式         |
| 2月12日 | 11:00 | 女子4×5公里接力          |
| 2月12日 | 13:00 | 男子4×7.5公里接力        |

## 奖牌榜
*   主办国家/地区（中国）
| 排名                     | 国家 / 地区              | 金牌 | 銀牌 | 銅牌 | 总计 |
| ------------------------ | ------------------------ | ---- | ---- | ---- | ---- |
| 1                        | 中国*                    | 5    | 2    | 3    | 10   |
| 2                        | 日本                     | 1    | 2    | 1    | 4    |
| 3                        |                          | 0    | 2    | 2    | 4    |
| 总计（共3个国家 / 地区） | 总计（共3个国家 / 地区） | 6    | 6    | 6    | 18   |

## 奖牌得主
| 项目               | 金牌                                                     | 金牌      | 银牌                                                                                      | 银牌      | 铜牌                                                                               | 铜牌      |
| 男子个人古典式竞速 | 王强 · 中国（CHN）                                       | 2:56.19   | 康斯坦丁·博尔佐夫 · （KAZ）                                                               | 2:58.28   | 赛木哈尔·赛力克 · 中国（CHN）                                                      | 2:58.51   |
| 男子10公里自由式   | 山下阳晖 · 日本（JPN）                                   | 21:06.5   | 宇田崇二 · 日本（JPN）                                                                    | 21:16.5   | 沃勒扎斯·克利民 · （KAZ）                                                          | 21:20.3   |
| 男子4×7.5公里接力  | 中国（CHN） · 李明林 · 次仁占堆 · 宝林 · 王强            | 1:12:09.6 | 日本（JPN） · 森口翔太 · 宇田崇二 · 羽吹唯人 · 山下阳晖                                   | 1:12:12.8 | （KAZ） · Konstantin Bortsov · Nail Bashmakov · Olzhas Klimin · Vladislav Kovalyov | 1:12:54.7 |
| 女子个人古典式竞速 | 李磊 · 中国（CHN）                                       | 3:25.25   | 孟红莲 · 中国（CHN）                                                                      | 3:25.91   | 迪妮格尔·衣拉木江 · 中国（CHN）                                                    | 3:28.56   |
| 女子5公里自由式    | 巴亚尼·加林 · 中国（CHN）                                | 12:07.5   | 迪妮格尔·衣拉木江 · 中国（CHN）                                                           | 12:11.1   | 池春雪 · 中国（CHN）                                                               | 12:17.5   |
| 女子4×5公里接力    | 中国（CHN） · 李磊 · 池春雪 · 陈玲双 · 迪妮格尔·衣拉木江 | 53:59.3   | （KAZ） · Xeniya Shalygina · Kamila Yelgazinova · Angelina Shuryga · Nadezhda Stepashkina | 55:24.5   | 日本（JPN） · 山本真优 · 小林千佳 · 山崎优风 · 畠山香恋                            | 56:38.1   |

## 参赛代表团
以下是越野滑雪项目的参赛代表团：
- 中国（12）
- 中华台北（5）
- 印度（10）
- 伊朗（8）
- 日本（10）
- （12）
- 韩国（9）
- （7）
- 黎巴嫩（6）
- 马来西亚（1）
- 蒙古（10）
- 巴基斯坦（1）
- 斯里兰卡（4）
- 泰国（8）